# Interstitiella Cajal-celler
Interstitiella Cajal-celler är en form av interstitiecell som finns i mag- och tarmkanalen. Dessa celler är en form av pacemakerceller som genererar så kallade "slow waves". När dessa slow waves kombineras med stimulerande signalering, bland annat via signalering från parasympatiska nervsystemet, leder detta till "spike potentials" som är en form av aktionspotentialer. Dessa aktionspotentialer leder till kontraktion av muskulaturen i mag- och tarmkanalen vilket medierar peristaltiska rörelser och segmentering av födan.
Interstitiella Cajal-celler ger upphov till olika rytmer i olika delar av mag- och tarmkanalen:
- 3 per minut i magsäcken
- 12 per minut i duodenum
- 10 per minut i ileum
- 3 per minut i tjocktarmen

Cajal-cellerna är uppkallade efter Santiago Ramón y Cajal, en spansk patolog och nobelpristagare som upptäckte dessa celler.